# WBCQ
WBCQ es una estación de radio de onda corta que opera desde Monticello, Maine, Estados Unidos. La emisora empezó a transmitir en 1998 con sólo un transmisor, WBCQ-1, en los 7415 kHz. La programación consiste en programas religiosos, cómicos, musicales y de entretenimiento, siendo muy común que la mayoría de ellos estén ligados con la radio pirata, ya que muchos de sus conductores operaron alguna vez una emisora ilegal.

## Frecuencias
- WBCQ-1: 7490 kHz (banda de 41m)
- WBCQ-2: 6160 MHz (banda de 49m)
- WBCQ-4: 5130 kHz (banda de 60m)
- WBCQ-4: 3265 kHz (banda de 90m)
- WBCQ-3: 9330 kHz (banda de 31m)

## Antiguas frecuencias
- WBCQ-4: 5100 y 5105 kHz
- WBCQ-3: 9340 kHz
- WBCQ-2: 17.495 y 18.910 MHz